# تيتو سوتو
تيتو سوتو (مواليد 24 أغسطس 1948) هو سياسي فلبيني يشغل حالياً منصب رئيس مجلس الشيوخ الفلبيني منذ 2018.